# Microloma massonii
Microloma massonii là một loài thực vật có hoa trong họ La bố ma. Loài này được Josef August Schultes mô tả khoa học đầu tiên năm 1896.
World Checklist of Selected Plants Families (WCSPF) không công nhận loài này mà coi nó là danh pháp đồng nghĩa của Microloma armatum var. armatum.